# Aleksandr Polesjtsjoek
Aleksandr Fjodorovitsj Polesjtsjoek (Russisch: Александр Фёдорович Полещук) (Tsjeremchovo, 30 oktober 1953) is een Russisch voormalig ruimtevaarder. Polesjtsjoek zijn eerste en enige ruimtevlucht was Sojoez TM-16 en begon op 24 januari 1993. Het was de zestiende Russische expeditie naar het ruimtestation Mir en maakte deel uit van het Sojoez-programma.
In 1989 werd Polesjtsjoek geselecteerd om te trainen als astronaut. Tijdens zijn missie Sojoez TM-16 maakte hij twee ruimtewandelingen. Hij diende tevens als back-up bemanningslid voor Sojoez TM-21 en STS-71. In 2004 verliet hij Roskosmos en ging hij als astronaut met pensioen. 
Polesjtsjoek ontving in 1993 de eretitel Piloot-Kosmonaut van de Russische Federatie. 